# Тернівка (Старобільський район)
Терні́вка — село в Україні, у Марківській селищній громаді Старобільського району Луганської області. Населення становить 271 осіб.